# Cour Delépine
Ne doit pas être confondu avec Impasse Delépine.
La cour Delépine est une voie située dans le quartier de la Roquette du 11e arrondissement de Paris en France.

## Situation et accès
La cour Delépine est desservie par la ligne 8 à la station Ledru-Rollin.

## Origine du nom
Cette voie tient son nom de celui d'un propriétaire local.